# Louis Coenen (1797-1873)
Ludovicus (Louis) Coenen, bekend als Louis Coenen sr., (Breda, gedoopt 29 april 1797 – Rotterdam, 12 maart 1873) was een Nederlands musicus, uitgever en beheerder van een beddenzaak.
Hij werd geboren binnen het gezin van Egidius Coenen en Marie Kroes. Hij huwde Anna Francisca (Antoinette of Netje) Schmidt, zangeres in het koor van de Sint Laurentius. Uit dat huwelijk kwamen voort:
- violist Frans Coenen, diens zonen Louis Coenen (1856-1904) en Frans Coenen (1866-1936) werden violist respectievelijk schrijver
- violist Louis Coenen
- pianist Willem Coenen
- pianist Henry Coenen
- violist Anton Coenen
- dochters Fientje en Rosa Coenen waren eveneens bekwaam op de piano.

Hij kreeg zijn muziekopleiding van de stadsmuziekmeester Johann Christiaan Hildebrand van/in Breda. Hij werd in circa 1823 violist en muziekmeester in Rotterdam. Hij maakte deel uit van het orkest van "Eruditio Musica". Hij was tevens als organist werkzaam in de Sint Laurentiuskerk, leidde daar het koor en was als pianostemmer bezig. Samen met broer Frans repareerde en  bouwde hij violen, destijds populair, maar al ten tijde van de uitkomst van het Lexicon der Toonkunst van Henri Viotta in 1881 niet meer gevraagd. Voorts deed hij ook van zich spreken als kopieerder van muziek. Zo verscheen ’s Konings verjaardag, volksgezang met tekst van H. Tollens Cz. aldaar. Doordat zijn ogen achteruitgingen moest hij zijn muziekuitgeverij staken en moest verder werken in de beddenzaak van zijn schoonfamilie. Hij bleef wel verbonden met de kerk, het koor en het orkest.